# Dead Child
Dead Child est un groupe de rock indépendant et metal alternatif américain, originaire de Louisville, dans le Kentucky. Le groupe ne donne plus signe de vie depuis 2008.

## Biographie
Tous ses membres ont auparavant fait partie d'autres groupes de la scène indépendante américaine : David Pajo dans Slint, Zwan, Tortoise Aerial M, Papa M et de nombreux autres projets ; Todd Cook dans Shipping News, The For Carnation, Crain et la dernière configuration de Slint;  Michael McMahan dans The For Carnation et la dernière configuration de Slint ; Tony Bailey dans Crain et de nombreux autres projets ; et Dahm dans Phantom Family Halo et Brothers of Conquest.
Le groupe est formé en 2005, à la suite de la tournée qui a marqué la renaissance de Slint. Pajo, Cook et McMahan décident de jouer une musique plus agressive, plus proches de groupes de heavy metal qu'ils écoutaient dans leur jeunesse, comme Metallica, Iron Maiden et Judas Priest. Le groupe joue son premier concert au Lisa's Oak Street Lounge le 19 août 2006 avec Pusher, Lords, et Blade of the Ripper. 
Le groupe enregistre ensuite un EP, Dead Child, au Headbanging Kill Your Mama Music de Louisville. L'EP est publié le 6 février 2007 au label Cold Sweat Records. Ils jouent aussi la chanson Never Bet the Devil Your Head dans la série de DVD Burn to Shine. Le premier album studio du groupe, intitulé Attack, est publié le 8 avril 2008 au label Quarterstick Records, et produit par Brad Wood,,,. Leur clip de la chanson Sweet Chariot est diffusée à l'émission Headbangers Ball sur MTV2 en été 2008. Le groupe ne donne plus signe de vie depuis cette année.

## Discographie
- 2007 : Dead Child
- 2008 : Attack